# 惠儒
惠儒（15世紀—16世紀），字沖涵，陝西西安府長安縣人，明朝政治人物。

## 生平
惠儒是弘治十七年（1504年）甲子科陝西鄉試舉人，授兗州通判，為人廉潔公正，有權貴殺人，上級下令讓他審理，權貴拿出以醬覆蓋黃金的醬缸送贈，他立刻揭發對方，並置其正法，陞河間同知，俸祿外不收任何金錢，其後致仕回鄉。

## 引用
1. 1 2  民國《長安縣志·卷二十七·先賢傳下》：惠儒，素行清介，正德時以舉人任兗州通判，持己甚廉，執法惟公，有中貴斃民命，臺司下儒理之，中人懼餽金一罎覆以醬，儒即發其事竟置於法，陞同知河間，俸給外一錢不取，致仕歸。
2. ↑  民國《長安縣志·卷九·選舉表》：明……舉人……惠儒 通判，俱宏治甲子科